# Yang Chengfu

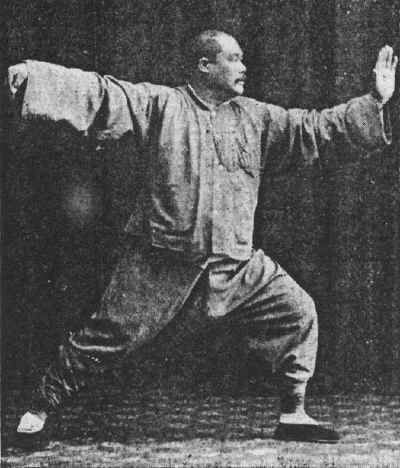
Yang Chengfu, historische Fotografie – Danbian – 單鞭

Yang Chengfu oder Yang Cheng-Fu (chinesisch 楊澄甫 / 杨澄甫, Pinyin Yáng Chéngfǔ, W.-G. Yang Ch’eng-fu; * 1883; † 3. März 1936) gilt als der bekannteste Vertreter der „weichen, inneren“ Kampfkunst des Yang-Stil im Taijiquan (太極拳 / 太极拳,  tàijíquánⓘ, IPA (hochchinesisch) [tʰâid̥ʑ̥ǐtɕʰɥɛ̌n],  t’ai chi ch’üan).

## Biografie
Yang Chengfu wurde 1883 als Sohn von Yang Jianhou (楊健侯 / 杨健侯,  Yang Chien-Hou; * 1839; † 1917) und Enkel von Yang Luchan (楊露禪 / 杨露禅; * 1799; † 1872) dem Begründer des Yang-Stils, geboren. Er wurde von seinem Vater, vor allem aber seinem älteren Bruder, Yang Shaohou, (楊少侯 / 杨少侯; * 1862; † 1930) ausgebildet. Bis zu seinen Tagen wurde das Taijiquan hauptsächlich innerhalb der Familie und am kaiserlichen Hof weitergegeben, dessen Leibwache von Yang Luchan und später seinem ältesten Sohn Yang Banhou (楊班侯 / 杨班侯; * 1837; † 1890) unterrichtet wurde. Zusammen mit Yang Shaohou und seinen Mitschülern Wu Jianquan (吳鑑泉 / 吴鉴泉) und Sun Lutang (孫錄堂 / 孙录堂), gehörte Yang Chengfu ab 1914 zu den ersten, die eine größere Anzahl Außenstehender am Pekinger Forschungsinstitut für Körperkultur unterrichteten, bevor er 1928 nach Shanghai ging. Er starb am 3. März 1936.

## Wirken

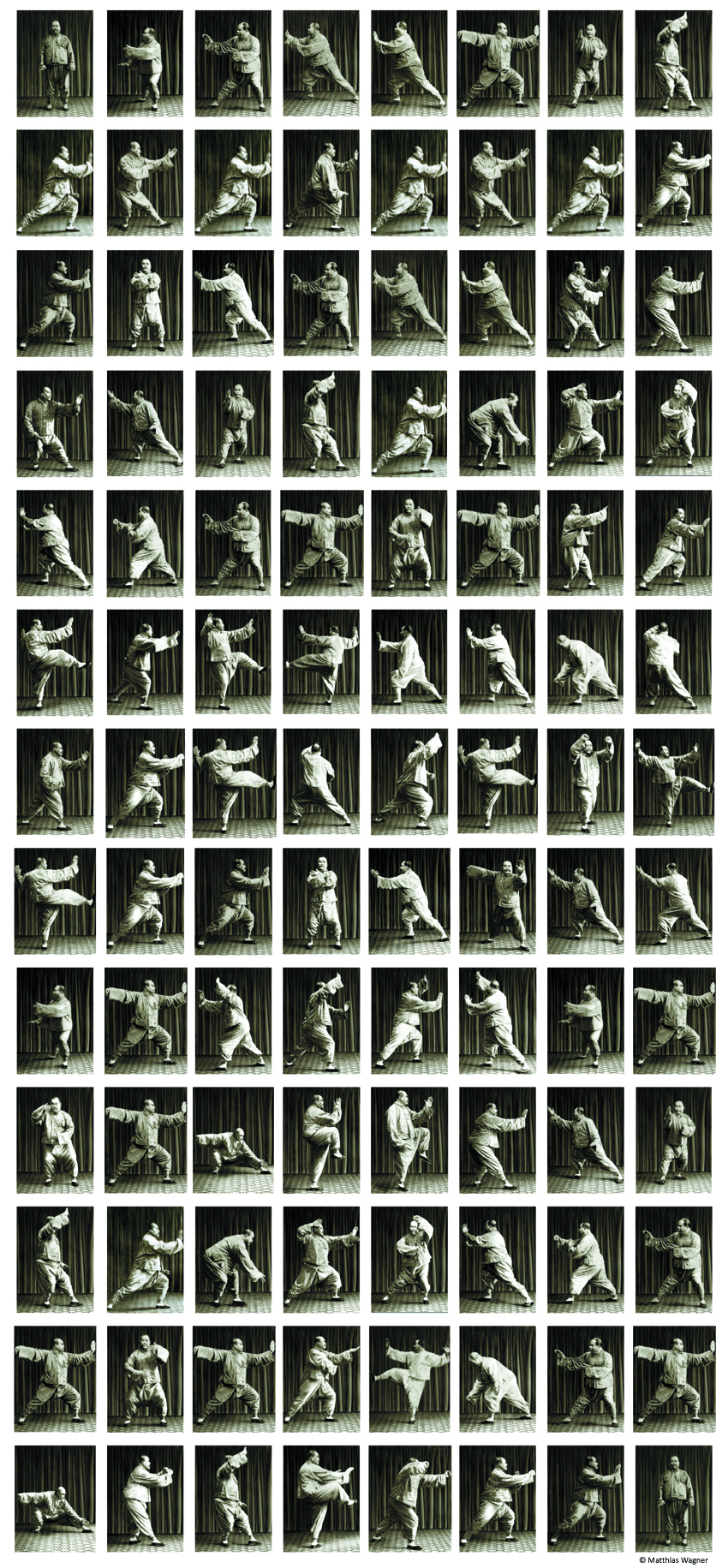
Bilder der traditionellen Langform nach Yang Chengfu's

Über sein Wirken sind die Meinungen kontrovers:
Manche behaupten, Yang Chengfu habe den Kampfstil seiner Familie grundlegend verändert und könne als der Schöpfer dessen gelten, was heute als Yang-Stil bekannt ist und das Taijiquan insgesamt in der öffentlichen Wahrnehmung geprägt hat. Außerdem habe er ebenso eine Reihe explosiver Bewegungen und alle Sprünge aus der traditionellen Langform eliminiert, wie auch den tiefen Stand, der z. B. das Chen-Stil-Taijiquan bis heute kennzeichnet. Und dass er einen betont „Großen Rahmen“ (Dàjià, 大架) formte, der sich durch lange Schritte und weitausholende Bewegungen auszeichnet und in einem gleichmäßigen, ruhigen Tempo absolviert wird.
Andere wieder sind der Ansicht, Yang Cheng Fu habe lediglich eine Auswahl aus einer sehr reichen Trainingstradition der Familie Yang getroffen, deren Curriculum mehrere Formen und verschiedene Arten der Ausführung beinhaltete, also sowohl verschieden hohe Stände (Kranich, Tiger, Schlange) wie auch verschieden große Rahmen.

## Veröffentlichungen
- Die Kunst des Tai Chi Chuan (Erstauflage, Shanghai 1925)
- Die vollständigen Prinzipien und die Theorie des Tai Chi Chuan (Erstauflage, 1930)
- Anwendung des Tai Chi Chuan (Erstauflage, 1931 – 太極拳式用法 / 太极拳式用法)
- Tai-Chi-Übungen und Anwendung (Erstauflage, 1933)
- Das vollständige Buch von Form und die Anwendung des Tai Chi Chuan (Erstauflage, 1934 – 太極拳體用全書 / 太极拳体用全书), Neuauflage 2005 auf Englisch The Essence and Application of Taijiquan, 2011 auf Deutsch erschienen

## Schüler und Nachfolger
Die Bedeutung, die Yang Chengfu weit über seine eigene Lebensspanne hinaus für das Taijiquan errungen hat, verdankt sich zu einem beträchtlichen Teil seinen Kindern, Meisterschülern und Schülern so wie deren Nachfolgern, die die Kunst in verhältnismäßig kurzer Zeit um den ganzen Globus verbreiteten. 

### Söhne
- Yang Chengfus ältester Sohn Yang Shouzhong (楊守中 / 杨守中,  Yáng Shǒuzhōng,  Yang Shou-chung; * 1910; † 1985, Geburtsname: Yang Zhenming – 楊振銘 / 杨振铭,  Yáng Zhènmíng) brachte das Yang-Stil-Taijiquan nach Hongkong.

- Der zweite Sohn Yang Zhenji (* 1921) verstarb 2007.

- Offizielles Oberhaupt der Familie Yang war seither der dritte Sohn Yang Chengfus, Yang Zhenduo (楊振鐸 / 杨振铎; 1926 – 7. November 2020), zuhause in der Chinesischen Provinz Shanxi. Als jüngster Meister vertritt sein Enkel Yang Jun (楊君 / 杨君; * 1968) mittlerweile die 6. Generation der Familie Yang.

- Der vierte Sohn, Yang Zhenguo (* 1928), lebt in Handan, Provinz Hebei.

### Meisterschüler
Laut Yang Shou Chung hatte sein Vater zwar viele Studenten, aber nur fünf offizielle Meisterschüler, darunter:
- Chen Weiming (陳微明 / 陈微明,  Ch'en Wei-ming; * 1881; † 1958)
- Dong Yingjie (董英傑 / 董英杰,  Tung Ying-Chieh; * 1898; † 1961)
- wahrscheinlich Fu Zhongwen (傅鈡文,  Fu Chung-Wen; * 1903; † 1994),
- wahrscheinlich Li Yaxuan (李雅軒 / 李雅轩; * 1894; † 1976)

### Andere Schüler
Sein vielleicht berühmtester Schüler war Zheng Manqing (鄭曼青 / 郑曼青,  Cheng Man-ch'ing; * um 1900; † 1975), der das Taijiquan 1964 nach Amerika brachte, und die traditionelle Langform von 108 auf 37 Bewegungen verkürzte, um sie einer größeren Anzahl von Interessenten zugänglich zu machen.